# نيمانيا رادويا
نيمانجا رادوجا (بالصربية: Немања Радоја)‏ (6 فبراير 1993 نوفي ساد صربيا - ) هو لاعب كرة قدم صربي، يلعب كلاعب وسط.

## روابط خارجية
- نيمانيا رادويا على موقع الاتحاد الأوربي (الإنجليزية)
- نيمانيا رادويا على موقع الدوري الأمريكي (الإنجليزية)
- نيمانيا رادويا على موقع قاعدة بيانات كرة القدم.إي يو (الإنجليزية)
- نيمانيا رادويا على موقع ناشيونال فوتبول تيمز (الإنجليزية)
- نيمانيا رادويا على موقع Soccerbase.com (لاعب) (الإنجليزية)
- نيمانيا رادويا على موقع Soccerway.com (الإنجليزية)
- نيمانيا رادويا على موقع عالم كرة القدم.نت (الإنجليزية)
- نيمانيا رادويا على موقع AS.com (الإسبانية)